# Bund (Australia)
Bund (pełna nazwa: Jewish Labour Bund, jid. ‏ייִדישער אַרבעטער בונד‎ lub Jewish Labour Bund Melbourne jid. ‏ייִדישער אַרבעטער בונד מעלבורן‎) – australijska, żydowska partia polityczna oraz stowarzyszenie, będące australijskim oddziałem Bundu. Powstała w 1928 roku w Melbourne.

## Historia
Australisjski oddział Bundu został założony przez żydowskich imigrantów z Europy Wschodniej. Pierwsze spotkanie organizacji odbyło się w Melbourne w 1928 roku, a partii przewodził wówczas Sender Burstin – imigrant i działacz Bundu z Polski.
Od początku działalności organizacja angażowała się w działalność polityczną wśród Żydów oraz nie-Żydów. W latach 30. XX wieku australisjki Bund wspierał powstanie społeczności żydowskiej w Birobidżanie. Działacze partii angażowali się również w powstanie w Melbourne szkół jidyszowych oraz organizacji kulturalnej Kadima.
W 1940 roku do Australii przybył pochodzący z Białegostoku Jacob Waks, który stał się jednym z przywódców australijskiego Bundu, doprowadził on również do zbliżenia Bundu do Australijskiej Partii Pracy. Podczas II wojny światowej Waks wpływał na rząd australijski, w celu wydawania wiz dla żydowskich uchodźców z Europy. Po wojnie Bund wspierał imigrację europejskich Żydów do Australii, organizowano pomoc oraz opiekę dla przybywających uchodźców, m.in. poprzez Australian Jewish Welfare and Relief Society.
Od 1950 roku przy partii działa australijski oddział Socjalistiszer Kinder-Farband. Od 2008 roku Bund prowadzi jidyszowy chór Mir Kumen On. Partia organizuje również festiwal żydowski In One Voice Festival. Od 1985 roku w stanie Wiktoria Bund zarejestrowany jest także jako organizacja pożytku publicznego.
Organizacja uznawana jest za „ostatni bastion” Bundu na świecie.